# Ghoraghat
Ghoraghat (en bengali : ঘোড়াঘাট) est une upazila du Bangladesh dans le district de Dinajpur. En 1991, on y dénombrait 84 279 habitants.